# Eau de surface

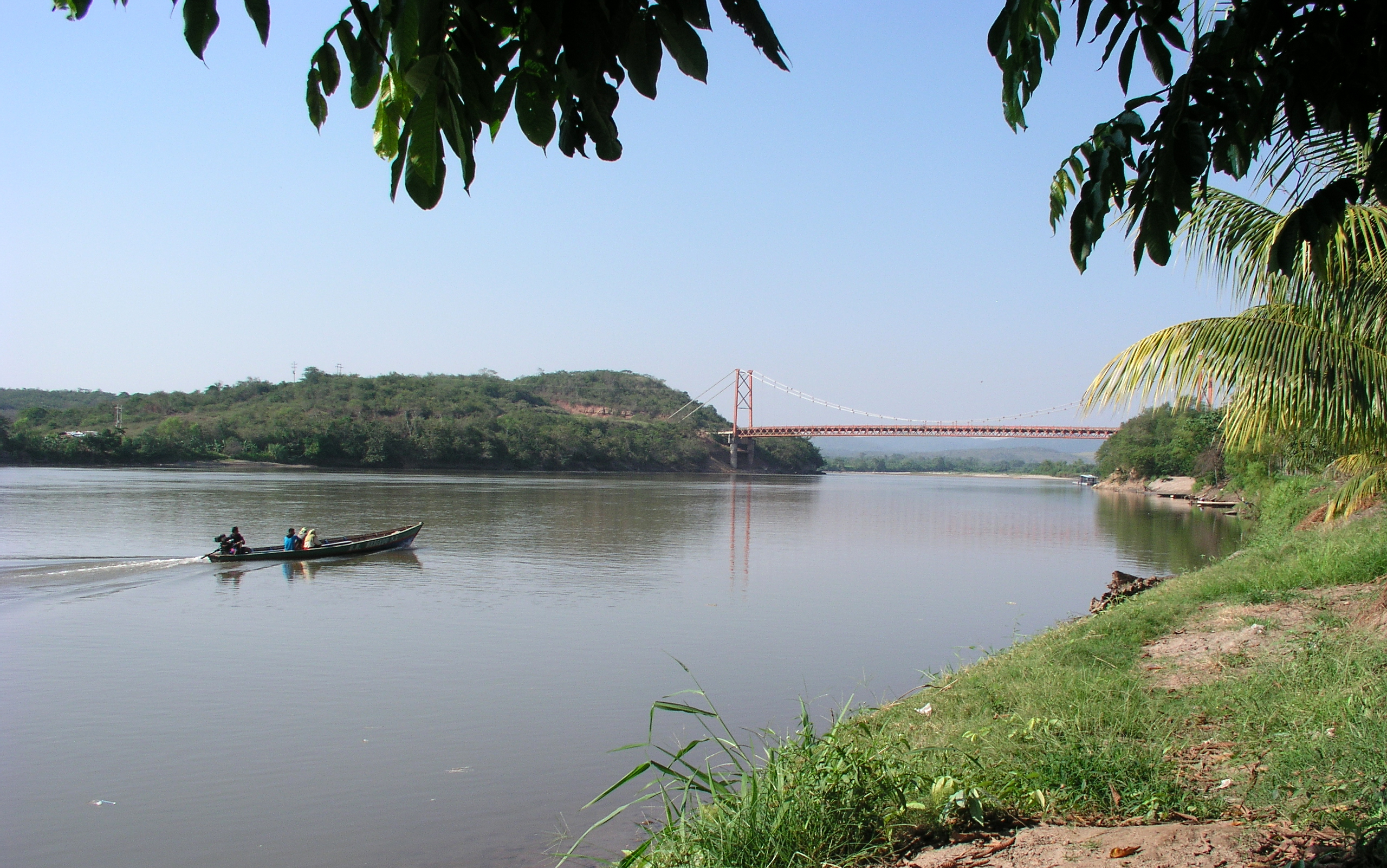
Le Rio Huallaga au pont de Picota, Région de San Martin, Pérou.

Les eaux de surface, également appelées eaux superficielles, sont constituées, par opposition aux eaux souterraines, de l’ensemble des masses d’eau courantes ou stagnantes, douces, saumâtres ou salées qui sont en contact direct avec l’atmosphère.
Par conséquent, l'eau de surface est l'eau qui se trouve à la surface ou proche de la surface du sol. Il s'agit pour l'essentiel des cours d'eau, des océans, des mers, des lacs et des eaux de ruissellement.
Sa température varie en fonction du climat et de ses saisons. Ses matières en suspension sont variables selon la pluviométrie et la nature et relief des terres à son voisinage. Sa composition en sels minéraux est variable en fonction du terrain, de la pluviométrie et des rejets ; elle retient peu les nitrates. Une eau de surface est ordinairement riche en oxygène et pauvre en dioxyde de carbone.
Tôt ou tard, éventuellement après avoir contribué à la vie physiologique de la flore ou de la faune, l'eau de surface s'évapore ou rejoint le cours lent des eaux souterraines.
Les zones humides comportent de manière relativement constante une quantité d'eau de surface, celle-ci contribuant pour sa part à l'intérêt de la zone pour la biodiversité, sous forme d'eau libre, d'humidité du sol ou d'eau imbibant la base des formations végétales qui s'y reproduisent.